# Roberto Naar
Roberto Naar (Río de Janeiro, 18 de agosto de 1959) es un director de televisión brasileño.
Inició su carrera en 1983 en la TELE Titular. Inicialmente contratado como cameramen, cinco años más tarde se hizo director.
Fue socio de la Metavideo, de Roberto Feith, donde produjo y dirigió más de 60 horas de programas de televisión exhibidos en la Red Titular en cadena nacional. Su primera telenovela como director fue Pantanal.
Contratado de la Red Globo desde 1993, es director general del programa Más Usted.

## Carrera

### Como director general
- 2011 - "Rock in Río"
- 2011 - "Video Show"
- 2010 - Vídeo Show
- 2009 - Juego Duro
- 2009 - Más Usted
- 2003/2007 - Carga Pesada
- 2002 - El Beso del Vampiro
- 2001 - Puerto de los Milagros
- 1999 - Vila Madalena
- 1997 - Por Amor

### Como director
- 2010 - TELE Globinho
- 2010 - Globeleza
- 2008 - La Favorita
- 1998 - Mi Bien Querer
- 1997 - La Indomada
- 1995 - Historia de Amor
- 1994 - Patria Mía
- 1993 - Sueño Mío
- 1993 - El Mapa de la Mina
- 1991 - Floradas en la Sierra (minissérie) (Red Titular)
- 1991 - La Historia de Ana Rayo y Zé Trueno (Red Titular)
- 1990 - Pantanal (Red Titular)

- Datos: Q10363403